# Orango
Die Ilha de Orango, auch Ilha de Orango Grande oder einfach Orango, ist eine Insel des zu Guinea-Bissau gehörenden Archipels der Bissagos-Inseln im Atlantischen Ozean. Verwaltungsmäßig gehört Orango zum 2004 geschaffenen Sektor Uno der Region Bolama. Davor war die Insel Teil des Sektors Bubaque.

## Geographie
Die Überfahrt vom Festland nach Orango dauert mit dem Boot vier Stunden.
Mit 122,7 km² ist Orango nach Formosa (140,3 km²) die zweitgrößte Insel des Archipels. Hauptort und größte Siedlung ist das Dorf Eticoga im Nordwesten. Von den benachbarten Inseln im Osten und Süden ist Orango nur durch schmale Meeresarme getrennt. So trennt der Rio Anabaca im Nordosten die 400 Meter entfernte Insel Canogo ab, und südlich davon die 730 Meter entfernte Insel Meneque. Im Süden trennt ein mäanderförmiger, nur 75 Meter breiter Meeresarm die Insel Imbane von Orango.
Die Insel ist seit 1996 Teil des UNESCO-Biosphärenreservats Boloma Bijagós, das die 88 Bissagos-Inseln vor der Küste Guinea-Bissaus umfasst.

## Bevölkerung
Traditionelle Glaubensvorstellungen und Riten der Bewohner haben sich bisher weitgehend erhalten. Erst seit einigen Jahren gibt es auf der Insel eine christliche Kirche.
Die 3000 Bewohner Orangos gehören zur Volksgruppe der Bijagos. Bereits in den 1930er-Jahren erforschte der österreichische Ethnologe Hugo Bernatzik auf der Insel die matriarchalischen Lebensweise und Leitungsstrukturen, die bis in die Gegenwart fortbestehen. Die Frauen sind die Oberhäupter der Familien und die Eigentümer des gesamten Besitzes. Auch die meisten Arbeiten, wie der Häuserbau, die Feldarbeit, das Sammeln von Meeresfrüchten, die Kindererziehung und die Führung des Haushalts sind Aufgaben der Frauen. Die Männer gehen nur zum Fischen und sammeln Palmfrüchte. Frauen können sich ihren Ehepartner selbst wählen, die Eltern fragen dann bei den Eltern des potentiellen Bräutigams um Zustimmung. Die Vielehe ist dem Mann aber möglich.
Die Führung haben Königinnen in der Hand, von denen es 2022 auf der Insel drei gab. 2019 waren es noch zwölf, von denen aber zwischenzeitlich mehrere verstarben. Nachfolgerinnen werden die Töchter der Königinnen in aufwendigen Zeremonien. Das genaue Verfahren wird Außenstehenden nicht erklärt. Die Königinnen haben gleichzeitig das Amt von Priesterinnen inne. Sie entscheiden über den Zeitpunkt von Saat und Ernte und über das Abhalten religiöser Zeremonien. Aktuelle Themen werden in einer Rundhütte in Eticoga unter den Frauen der Gemeinschaft zusammen diskutiert. Männern ist der Zutritt in diese Hütte verwehrt. Sie beraten sich getrennt von den Frauen. Danach treffen beide Gruppen zusammen und diskutieren erneut. Die Entscheidungsgewalt liegt schließlich in der Hand der Königinnen. Neben diesen traditionellen Strukturen gibt es in Folge der staatlichen Hierarchie auch einen Dorfvorsteher, der bei den Entscheidungen von den Königinnen um seine Meinung gefragt wird. Während die Zentralregierung die traditionellen Herrscherinnen ignoriert, ist die Macht des Dorfvorstehers vor Ort der der Königinnen untergeordnet.

## Geschichte
Die Priesterkönigin Okinka Pampa sorgte in ihrer Amtszeit von 1910 bis zu ihrem Tod 1930 für die besonderen Rechte der Frauen und schaffte die Sklaverei ab. Außerdem führte sie den Widerstand gegen die portugiesischen Kolonialherren. Nach mehreren abgewehrten Angriffen wurde schließlich ein Friedensvertrag ausgehandelt, durch den die Insel zunächst von den Auswirkungen der Kolonialherrschaft weitgehend verschont blieb. Eine Hütte, die als Heiligtum gilt, dient als Grabmal der Herrscherin.